# Cryptoblepharus gloriosus
Cryptoblepharus gloriosus är en ödleart som beskrevs av  Leonhard Hess Stejneger 1893. Cryptoblepharus gloriosus ingår i släktet Cryptoblepharus och familjen skinkar. IUCN kategoriserar arten globalt som sårbar. Inga underarter finns listade i Catalogue of Life.